# Wilhelm Schepmann
Wilhelm Schepmann, född 17 juni 1894 i Hattingen, provinsen Westfalen, död 26 juli 1970 i Gifhorn,  Niedersachsen, var chef för Sturmabteilung (SA) från augusti 1943 till maj 1945. Han efterträdde Viktor Lutze.